# Glypta ralla
Glypta ralla là một loài tò vò trong họ Ichneumonidae.